# Criptomoedas em Portugal
O mercado de ativos digitais, criptomoedas (do inglês "cryptocurrency" ou "digital asset") em Portugal destaca-se pelo enquadramento legal e fiscal favorável.

## Fiscalidade
Os rendimentos obtidos com a compra e venda de criptomoedas em Portugal não são tributáveis e não existe obrigatoriedade de declarar montantes detidos.
Esta situação é, por um lado, considerada muito favorável para o desenvolvimento do setor em Portugal e para a atração de residentes, por outro lado, alguns grupos manifestam-se contra essa situação, levando o Ministério das Finanças (Portugal) a solicitar à Autoridade Tributária e Aduaneira uma avaliação para preparar a alteração de legislação necessária para que os ativos virtuais deixem de ter o tratamento fiscal equivalente a outras moedas.
Destacar que a ausência de taxação sobre compra e venda de criptomoedas em Portugal aplica-se a todos os residentes fiscais e não apenas aos beneficiários de regimes especiais, como os Visto gold.

## Licenças
Portugal é um dos países onde a actividade com criptomoedas é regulada. Desde 18 de agosto 2017, com a publicação da Lei n.º 83/2017, que a responsabilidade de supervisionar as actividades com ativos digitais cabe ao Banco de Portugal no âmbito da prevenção do branqueamento de capitais e do financiamento do terrorismo (BCFT).
Em 23 de Abril de 2021 o Banco de Portugal iniciou a actividade de licenciamento de actividades com criptomoedas, ao regulamentar o processo de registo das entidades que exercem atividades com ativos digitais, nomeadamente:
- Serviços de troca entre ativos virtuais e moedas fiduciárias
- Serviços de transferência de ativos virtuais
- Serviços de guarda ou guarda e administração de ativos virtuais
As primeiras licenças foram atribuídas em Maio de 2021, a duas empresas portuguesas: Criptoloja, Mind the Coin. No ano seguinte foram atribuídas mais três licenças para: Luso Ativos, Utrust e Bison Ativos Digitais.

## Polémicas
A empresa espanhola Bitbase abriu uma loja física para compra e vendas de criptomoedas em Lisboa, tendo sido levada a fechar após intervenção do Banco de Portugal.